# Милена Моллова
Милена Веселинова Моллова е български пианист и учител по пиано.

## Биография и изпълнителска дейност
Родена е на 19 февруари 1940 г. в Разград, завършва музикално училище в София и висше образование в Московската държавна консерватория при Емил Гилелс. Преподава пиано в муз.училище, муз.академия -София и НБУ. Гост лектор в cеверногръцката консерватория в Солун, доцент от 1976, професор от 1989 г., oт 1997 г. е председател на настоятелството на муз.училище – София.
Като солист е изпълнявала произведения със Софийска Филхармония, БНР и Пловдивска филхармония.Pаботила е с диригенти като Саша Попов, Добрин Петков, Константин Илиев, Васил Казанджиев, Йордан Дафов,Кирил Кондрашин, Казиоши Акияма, Рудолф Баумгартнер,Жорж Ципин и изпълнителите Георги Бадев и Марио Хосен.
Изпълнявала е произведения на Менахем Бенсуан,Васил Божинов и цикъла от 32 клавирни сонати на Л.Бетовен, представени в поредица от 9 концерта.Бетовеновите сонати за пиано и цигулка с руската цигуларка Дина Шнайдерман и като корепетитор с нея,записи на цигулковитe сонати на В.А.Моцарт,Концерт за пиано и оркестър № 1 (1955) и Концертни миниатюри (1970) на Димитър Христов, Концерт за пиано и оркестър № 1 (1985), Концерт за пиано и оркестър № 2 (1999) на Красимир Кюркчийски, „15 етюда от висша трудност“ на Тодор Стойков,Концерт за пиано, харпсикорд,чембало и оркестър „Barocus Ex Machina“ на Георги Арнаудов.
Почетен гражданин на София от 2021 г.

## Hагради от конкурси
- Първия международен конкурс на името на Пьотр Илич Чайковски в Москва.
- Международния конкурс за пианисти и цигулари „Маргарита Лонг – Жак Тибо“ в Париж.
- Международния конкурс на най-голямата обществена медия в Германия ARD в Мюнхен (Internationaler Musikwettbewerb der ARD).
- Международния клавирен конкурс „Лудвиг ван Бетовен“ във Виена (Ludwig van Beethoven International Piano Competition, Vienna).